# La Coma (Sant Llorenç del Cardassar)
La Coma, o sa Coma, és un nucli turístic i residencial situat a la costa est de Mallorca, dins el municipi de Sant Llorenç des Cardassar, a la comarca de Llevant. Limita al sud amb l'Illot i al nord amb Cala Millor.

## Patrimoni natural i cultural
Fa uns 8,5 milions d'anys era part d'una gran plataforma coral·lina, que es va mantenir activa durant uns 3 milions d’anys. Les roques sedimentàries conegudes com a calcarenites, presents sota l'arena i als penya-segats, conserven fòssils de la fauna marina d'aquesta època. Amb el descens del nivell del mar al Mediterrani fa uns 5,5 milions d'anys, aquestes roques van quedar exposades a l'erosió. Posteriorment, es van formar sistemes de dunes que van evolucionar fins a transformar-se en marès.
La història de Sa Coma es remunta a la prehistòria, amb la presència de nombrosos jaciments arqueològics com la cova prehistòrica de Ses Crestes, el talaiot de na Pol i el talaiot des Tancat de sa Torre.
Un dels punts d'interès més destacats de Sa Coma és la Punta de n'Amer, una península de 200 hectàrees declarada àrea natural d'especial interès (ANEI) el 1985 i, el 2001, part del Parc Natural de la Península de Llevant. Aquest espai alberga el Castell de sa Punta de n'Amer, una torre defensiva del segle xvii que actualment funciona com a museu i ofereix vistes panoràmiques de la costa.
El desenvolupament de Sa Coma com a destinació turística es va iniciar als anys vuitanta, impulsat per l'atractiu de la seva platja de sorra. La platja de Sa Coma, de 900 metres de longitud i 60 metres d'amplada, ha estat guardonada amb la Bandera Blava per la qualitat de les seves aigües i serveis. Des de llavors, ha experimentat un creixement significatiu, amb la construcció d'hotels, apartaments i segones residències.

## Serveis i infraestructures
Sa Coma compta amb una zona residencial i serveis públics, com el CEIP Punta de n'Amer, un centre d'ensenyament primari. També disposa d'instal·lacions municipals, una unitat bàsica de salut, una oficina d’informació turística i les oficines centrals de la Policia Local del municipi.

## Galeria

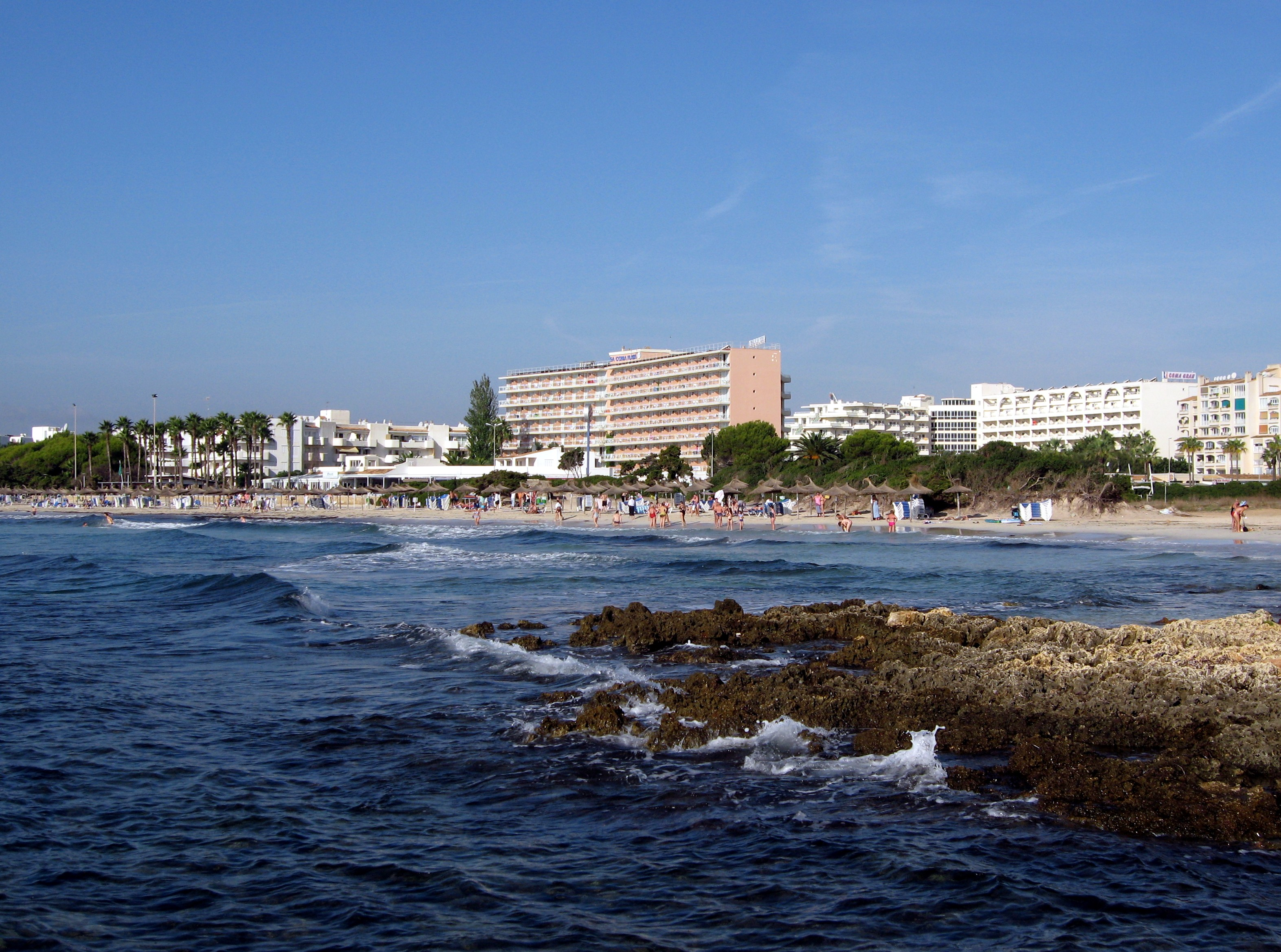
Sa Coma
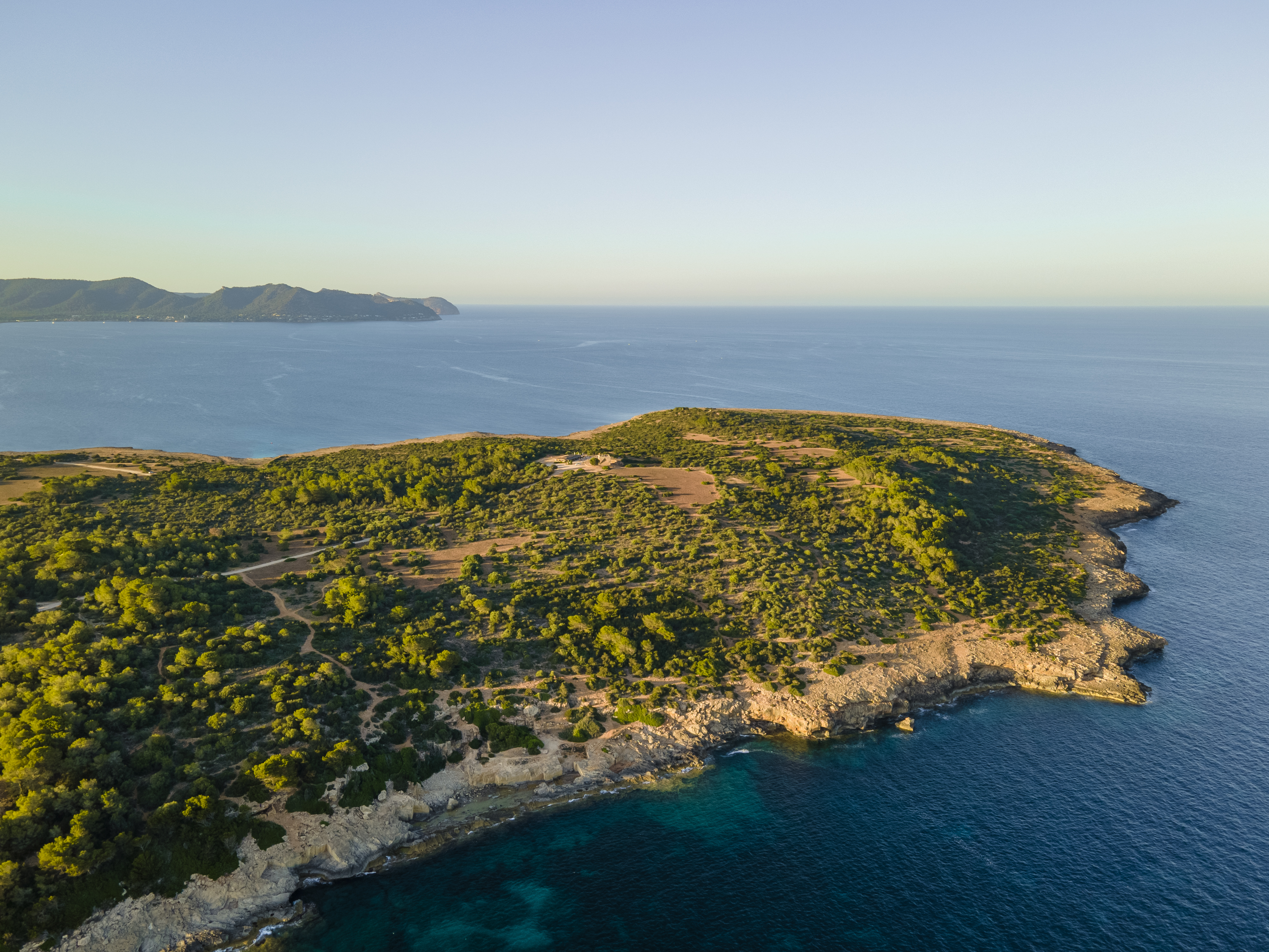
Punta de n'Amer
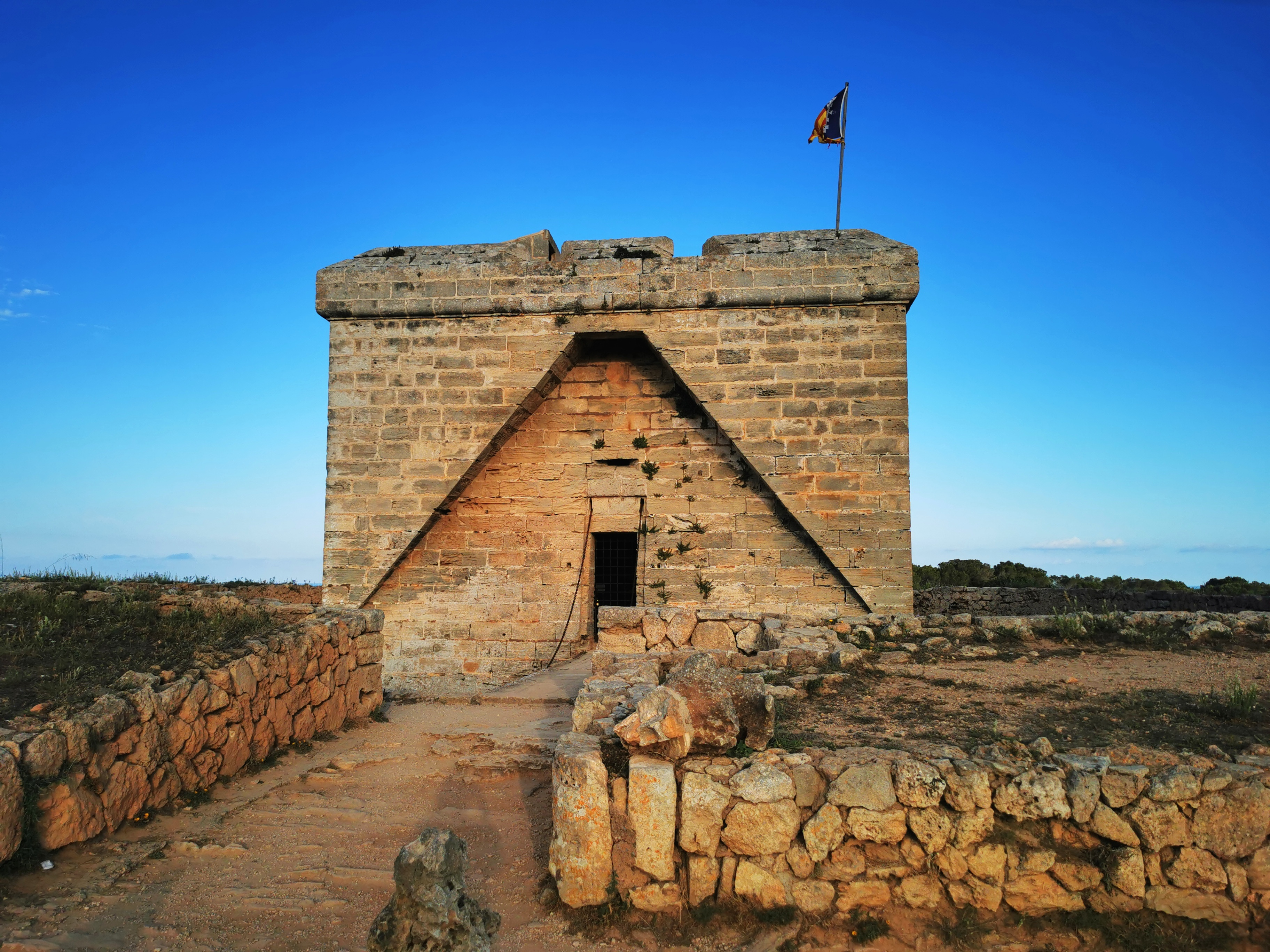
Castell de la Punta de n'Amer